# Cerámica lucana

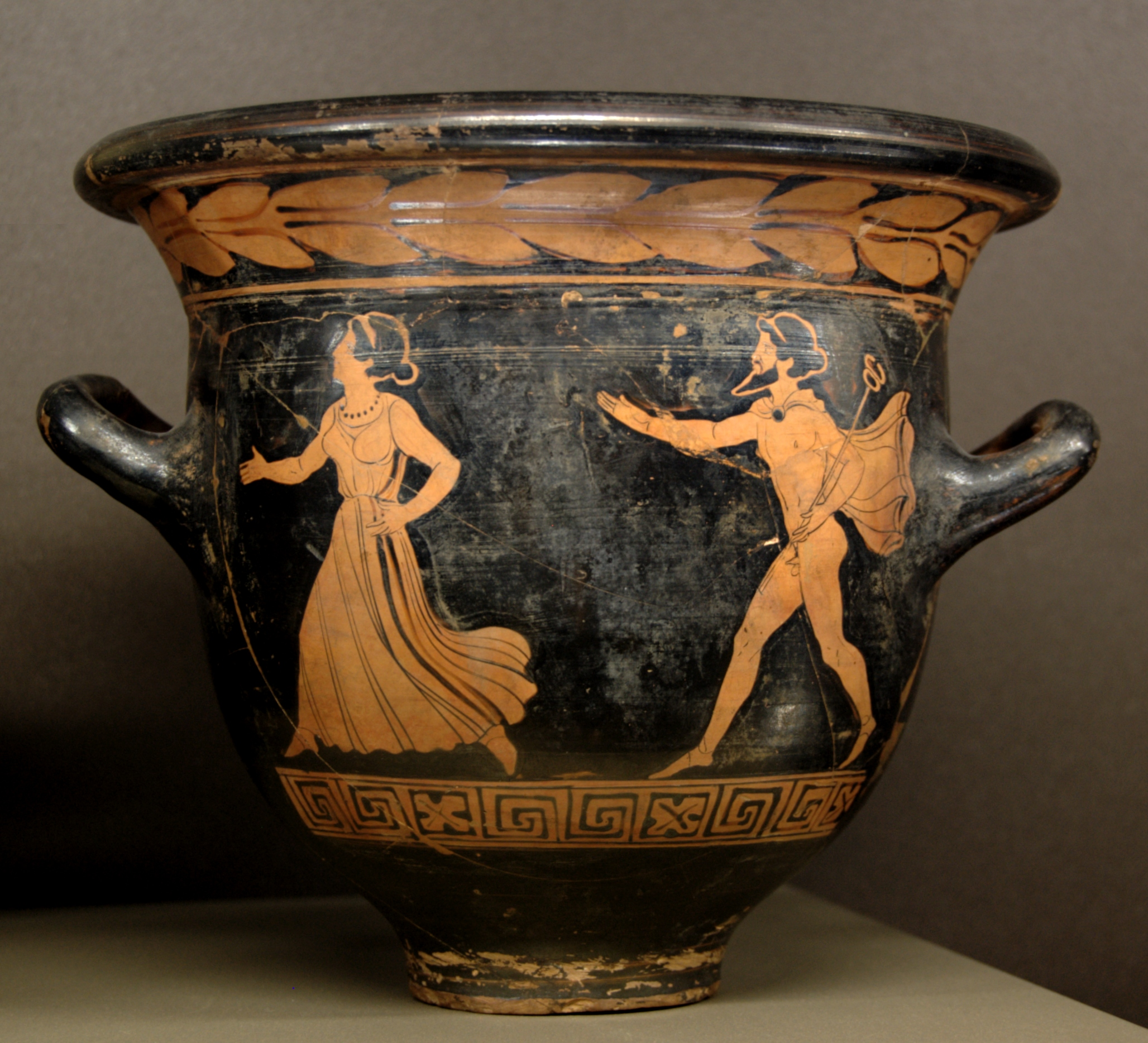
Hermes persiguiendo a una mujer. Crátera de campana del Pintor de Dolon, hacia 390-380 a. C. Museo del Louvre.

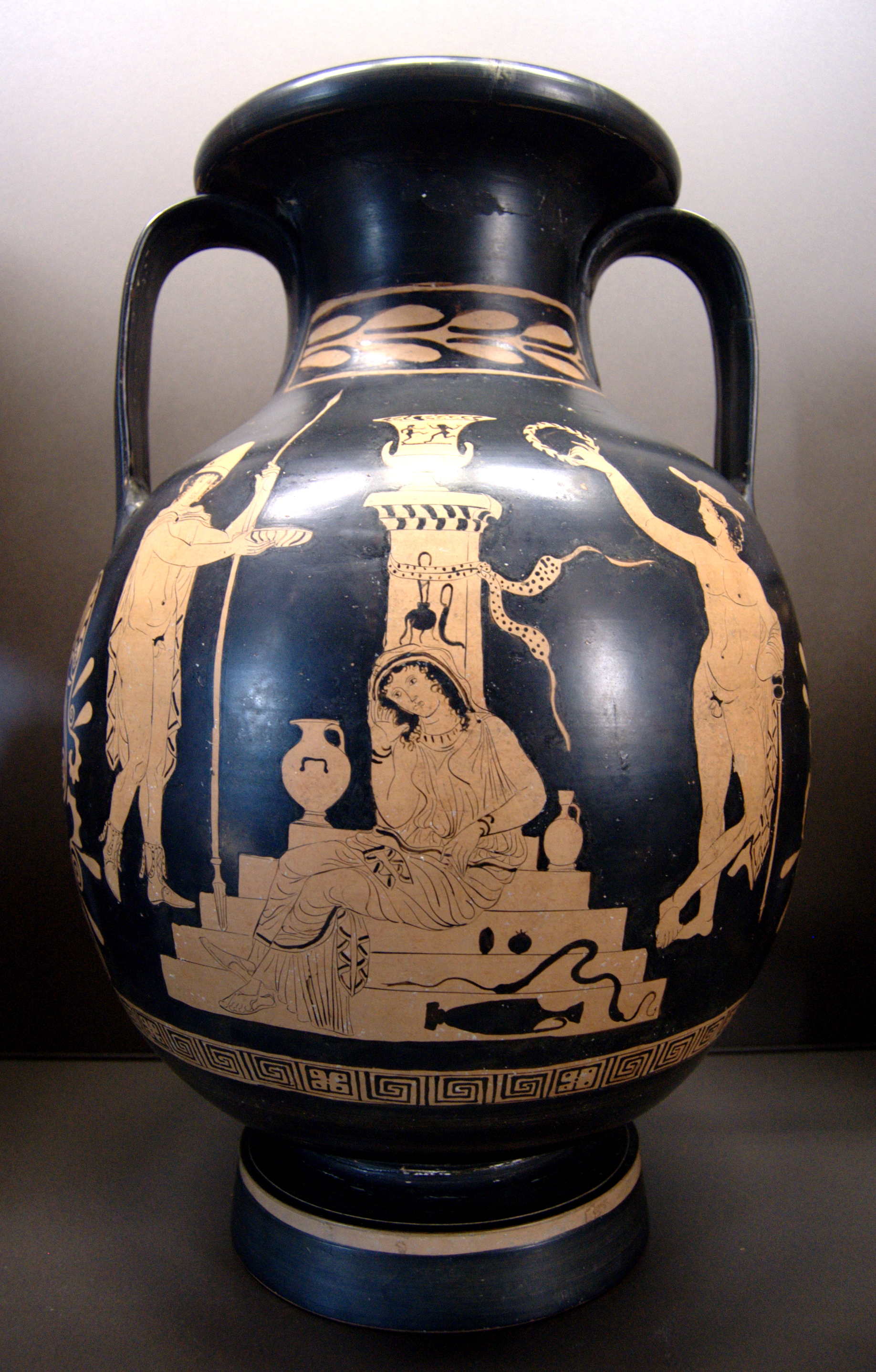
Orestes, Electra y Hermes delante de la tumba de Agamenón. Pélice del Pintor de las coéforas, c. 380-370 a. C. Museo del Louvre.

La cerámica lucana es una categoría de vasos pintados del sur de Italia, producidos en varios yacimientos de Lucania entre los años 450-440 y 330 a. C. Es la producción más antigua de cerámica italiota de figuras rojas (es decir, procedente de ciudades coloniales y yacimientos itálicos de la Magna Grecia). La denominación se considera hoy en día convencional, ya que se sabe que la primera fase de producción (450/440 a. C. - aprox. 370 a. C.) corresponde a la de los talleres establecidos en la ciudad aquea de Metaponto. Junto con las cerámicas de figuras rojas siciliana, apulia, campaniense y paestana, estas producciones están especialmente extendidas en los yacimientos griegos e indígenas del sur de Italia entre finales del siglo V y finales del siglo IV a. C.

## Origen y formación del estilo

### Metaponto, primer lugar de producción
La tradición de la pintura de vasos de estilo lucano comenzó alrededor del año 430 a. C. con la obra del Pintor de Pisticci. Este último estuvo probablemente activo en el territorio de la ciudad griega de Metaponto, debido al descubrimiento de una parte importante de su producción en Pisticci. Su producción se inspira considerablemente en la tradición estilística de la cerámica ática de figuras rojas, rara vez se centra en escenas mitológicas y se centra más bien en escenas de género, probablemente en consonancia con el gusto de las élites indígenas locales.
La mayoría de los vasos se utilizaban en rituales funerarios, depositados en las sepulturas con los muertos. Junto con Pisticci, Metaponto y Policoro (Siris) son los primeros centros de producción de cerámica lucana. Los sucesores de Pisticci, el Pintor de Ámico y el Pintor de los cíclopes, tenían sus talleres en Metaponto. Este taller fue descubierto e identificado como tal en 1973, gracias a la excavación, en el borde del ágora de la ciudad, del vertedero de un horno de alfarero que contenía fragmentos de vasos del Pintor de Dolón, del Pintor de Creúsa, así como elementos que atestiguan todas las etapas del proceso de producción de cerámica: hoyos para la arcilla, fragmentos de vasos mal cocidos, restos deformados, etc. Siguiendo al Pintor de Ámico, cuyos fragmentos de vasos también se encontraron en la zona del Cerámico, fueron de los primeros en utilizar y decorar la forma de vaso comúnmente conocida como nestóride.

### Una «escuela lucana» original
El Pintor de Pisticci, el Pintor de los cíclopes y el Pintor de Ámico son las tres primeras personalidades artísticas identificables de esta escuela estilística. Probablemente trabajaban en varios talleres diferentes, probablemente todos situados en la propia ciudad de Metaponto y en su territorio circundante. Su proximidad estilística con los pintores áticos de los años 460-430 a. C. fue advertida ya en 1923, por E. M. W. Tillyard siguiendo las indicaciones de John Beazley. Fue Arthur Dale Trendall quien los bautizó definitivamente en 1938. El estilo y la elección de las escenas convierten al Pintor de Pisticci  en el más cercano a los pintores áticos, y no se excluye la posibilidad de que se formara con pintores áticos. Trabajó entre 430 y 410 a. C., según comparaciones con pintores contemporáneos como el Pintor de la centauromaquia del Louvre, y el Pintor de Christie. La carrera del Pintor de los cíclopes se extiende del 430 al 415 a. C., deteniéndose prematuramente en el umbral de su madurez artística.

### Sucesores y discípulos
La producción de los pintores de la escuela lucana de Metaponto da un salto cualitativo con la segunda generación de artistas. El Pintor de Palermo, que trabajó entre el 410 y el 400 a. C., atestigua una fusión entre las obras del Pintor de Ámico y de Pisticci. Se hace hincapié en el virtuosismo de las escenas, los vasos monumentales, como los gigantescos escifos. Según Trendall, estos excepcionales vasos de gran tamaño son un testimonio de la capacidad de estos artesanos para combinar la producción cotidiana de baja calidad con la producción por encargo especialmente exigente. El Pintor de Palermo trabaja al mismo tiempo que el pintor de las Carneas y el pintor de Policoro, formando lo que Trendall denominó el Grupo PKP. A este grupo le siguió en el tiempo el pintor de Brooklyn-Budapest, hasta los años 380 a. C., periodo marcado por una «apulinización» del estilo y una mayor difusión de los vasos en el interior de los territorios indígenas de Lucania. A estas diádocos les siguieron los epígonos que la tradición denomina taller de Dolon-Creúsa, formados por dos artistas con inspiraciones diferentes pero complementarias en cuanto a las escenas y el tratamiento estilístico elegido. El Pintor de Dolon es heredero directo del Pintor de Ámico, llevando más allá el aspecto trágico de la puesta en escena, a través de la actitud afectada de los personajes. El Pintor de Creúsa, por su parte, se deja ver en obras más pequeñas, menos monumentales y espectaculares, y sobre todo, a través de escenas mitológicas y de género relacionadas con el ámbito femenino. Los sucesores del taller de Dolon-Creúsa extienden su fondo de difusión hasta la Daunia y más allá, al noreste del espacio lucano.

## Fin de la producción
Hacia el año 370 a. C., los talleres de Metaponto dejaron de funcionar, marcando el desplazamiento de los primeros talleres lucanos hacia el interior. A partir de mediados del siglo IV a. C., la calidad de la producción lucana disminuye progresivamente: monotonía de los motivos, fin de las exportaciones a Lucania, Alrededor del 325 a. C., la producción se detiene. Los últimos de estos pintores de figuras rojas fueron el Pintor de las coéforas (el último en ser atestiguado en los talleres metapontinos), el Pintor de Primato (fuertemente influenciado por el Pintor de Licurgo, un pintor apulio) y el Pintor de Roccanova. Alrededor de 1500 vasos de estilo lucano han llegado hasta nosotros gracias a las excavaciones arqueológicas y a colecciones antiguas.

## Escenas características
El estilo lucano se caracteriza por la abundancia de escenas teatrales y mitológicas. Por ejemplo, el Pintor de las coéforas fue llamado así por sus numerosas representaciones de Las coéforas de Esquilo en varios de sus vasos. Al mismo tiempo, la influencia de la pintura apulia se hizo más notable en el estilo lucano, con la estandarización y difusión de la policromía y las grandes decoraciones vegetales.  